# Frankenau
Frankenau est une municipalité allemande située dans l'arrondissement de Waldeck-Frankenberg et dans le land de la Hesse. Elle se trouve à 10 km à l'est de Frankenberg et à 33 km au nord-est de Marbourg.

## Jumelages
- Die (France) depuis 1991
- Wirksworth (Royaume-Uni) depuis 2006

## Personnalités
Richard Huelsenbeck (1892-1974), écrivain allemand, l'un des fondateurs du mouvement Dada, est né à Frankenau.